# دانيل كيس
دانيل كيس (بالمجرية: Kiss Dániel)‏ هو منافس ألعاب قوى مجري، ولد في 12 فبراير 1982 في بودابست في المجر.

## وصلات خارجية
- دانيل كيس على موقع الاتحاد الدولي لألعاب القوى (الإنجليزية)
- دانيل كيس على موقع الدوري الماسي (الإنجليزية)
- دانيل كيس على موقع اللجنة الأولمبية الدولية (الإنجليزية)
- دانيل كيس على موقع أوليمبيديا (الإنجليزية)